# Chiché (Deux-Sèvres)
Pour les articles homonymes, voir Chiché.
Chiché est une commune du Centre-Ouest de la France située dans le département des Deux-Sèvres, en région Nouvelle-Aquitaine.

## Géographie
La commune est située sur la nationale 149 (E62) (future N 249) reliant Nantes à Poitiers à 12 km  au sud de Bressuire et à 18 km au nord de Parthenay. Elle est située dans un paysage de bocage au sein du Pays du Bocage Bressuirais traversée par le Thouaret, rivière se jetant dans le Thouet.

### Communes limitrophes
|        | Faye-l'Abbesse |             |
| Boismé | Chiché         | Maisontiers |
|        | Amailloux      |             |

### Climat
Pour des articles plus généraux, voir Climat de la Nouvelle-Aquitaine et Climat des Deux-Sèvres.
Historiquement, la commune est exposée à un climat océanique du nord-ouest.  
En 2020, Météo-France publie une typologie des climats de la France métropolitaine dans laquelle la commune est exposée à un climat océanique et est dans une zone de transition entre les régions climatiques « Moyenne vallée de la Loire » et « Poitou-Charentes »0.
Pour la période 1971-2000, la température annuelle moyenne est de 11,4 °C, avec une amplitude thermique annuelle de 14,8 °C. Le cumul annuel moyen de précipitations est de 815 mm, avec 12 jours de précipitations en janvier et 6,9 jours en juillet. Pour la période 1991-2020, la température moyenne annuelle observée sur la station météorologique la plus proche, située sur la commune de Clessé à 10 km à vol d'oiseau, est de 11,7 °C et le cumul annuel moyen de précipitations est de 857,5 mm,. Pour l'avenir, les paramètres climatiques de la commune estimés pour 2050 selon différents scénarios d’émission de gaz à effet de serre sont consultables sur un site dédié publié par Météo-France en novembre 2022.

## Urbanisme

### Typologie
Au 1er janvier 2024, Chiché est catégorisée bourg rural, selon la nouvelle grille communale de densité à sept niveaux définie par l'Insee en 2022.
Elle est située hors unité urbaine. Par ailleurs la commune fait partie de l'aire d'attraction de Bressuire, dont elle est une commune de la couronne,. Cette aire, qui regroupe 19 communes, est catégorisée dans les aires de moins de 50 000 habitants,.

### Occupation des sols
L'occupation des sols de la commune, telle qu'elle ressort de la base de données européenne d’occupation biophysique des sols Corine Land Cover (CLC), est marquée par l'importance des territoires agricoles (83,3 % en 2018), en diminution par rapport à 1990 (85,1 %). La répartition détaillée en 2018 est la suivante : 
prairies (31,4 %), zones agricoles hétérogènes (25,8 %), terres arables (24,8 %), forêts (13,6 %), zones urbanisées (3,2 %), cultures permanentes (1,3 %). L'évolution de l’occupation des sols de la commune et de ses infrastructures peut être observée sur les différentes représentations cartographiques du territoire : la carte de Cassini (XVIIIe siècle), la carte d'état-major (1820-1866) et les cartes ou photos aériennes de l'IGN pour la période actuelle (1950 à aujourd'hui).

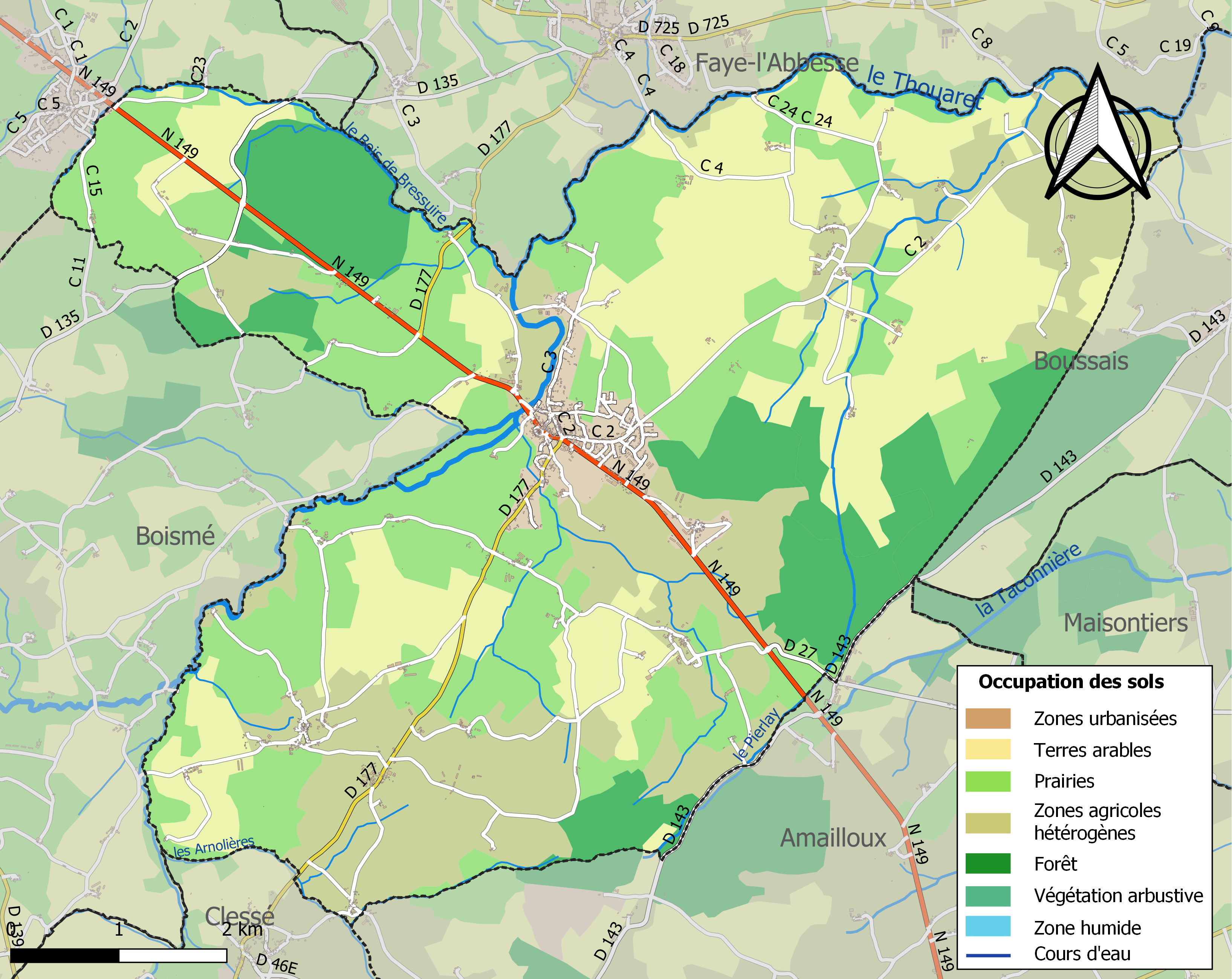
Carte des infrastructures et de l'occupation des sols de la commune en 2018 (CLC).

### Risques majeurs
Le territoire de la commune de Chiché est vulnérable à différents aléas naturels : météorologiques (tempête, orage, neige, grand froid, canicule ou sécheresse), inondations, mouvements de terrains et séisme (sismicité modérée). Il est également exposé à un risque technologique,  le transport de matières dangereuses, et à un risque particulier : le risque de radon. Un site publié par le BRGM permet d'évaluer simplement et rapidement les risques d'un bien localisé soit par son adresse soit par le numéro de sa parcelle.

#### Risques naturels
Certaines parties du territoire communal sont susceptibles d’être affectées par le risque d’inondation par débordement de cours d'eau, notamment le Thouaret. La commune a été reconnue en état de catastrophe naturelle au titre des dommages causés par les inondations et coulées de boue survenues en 1982, 1983, 1999 et 2010,.

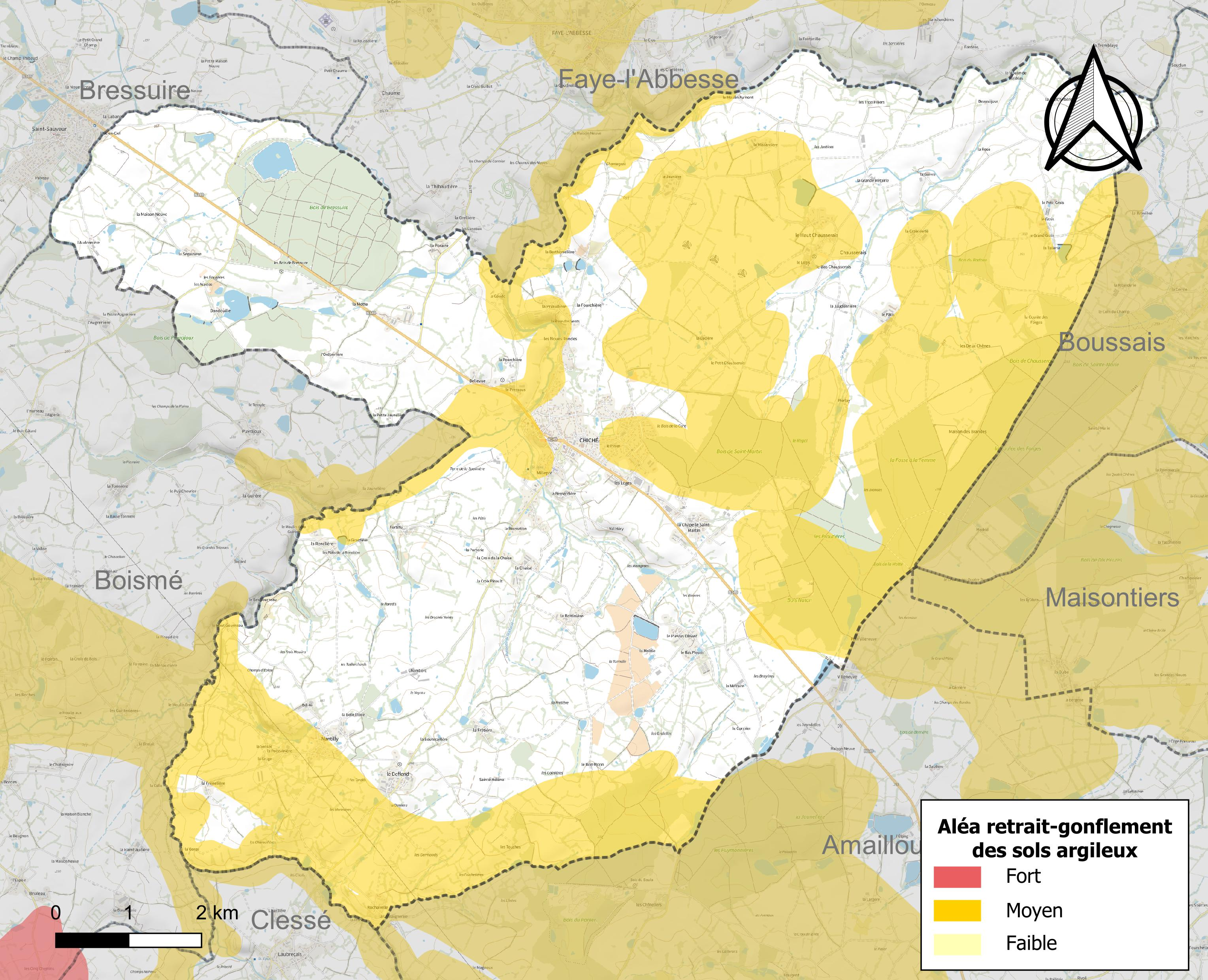
Carte des zones d'aléa retrait-gonflement des sols argileux de Chiché.

Les mouvements de terrains susceptibles de se produire sur la commune sont des tassements différentiels. Le retrait-gonflement des sols argileux est susceptible d'engendrer des dommages importants aux bâtiments en cas d’alternance de périodes de sécheresse et de pluie. 41,4 % de la superficie communale est en aléa moyen ou fort (54,9 % au niveau départemental et 48,5 % au niveau national). Depuis le 1er octobre 2020, en application de la loi ELAN, différentes contraintes s'imposent aux vendeurs, maîtres d'ouvrages ou constructeurs de biens situés dans une zone classée en aléa moyen ou fort,.
La commune a été reconnue en état de catastrophe naturelle au titre des dommages causés par la sécheresse en 2017 et par des mouvements de terrain en 1999 et 2010.

#### Risque particulier
Dans plusieurs parties du territoire national, le radon, accumulé dans certains logements ou autres locaux, peut constituer une source significative d’exposition de la population aux rayonnements ionisants. Selon la classification de 2018, la commune de Chiché est classée en zone 3, à savoir zone à potentiel radon significatif.

## Histoire

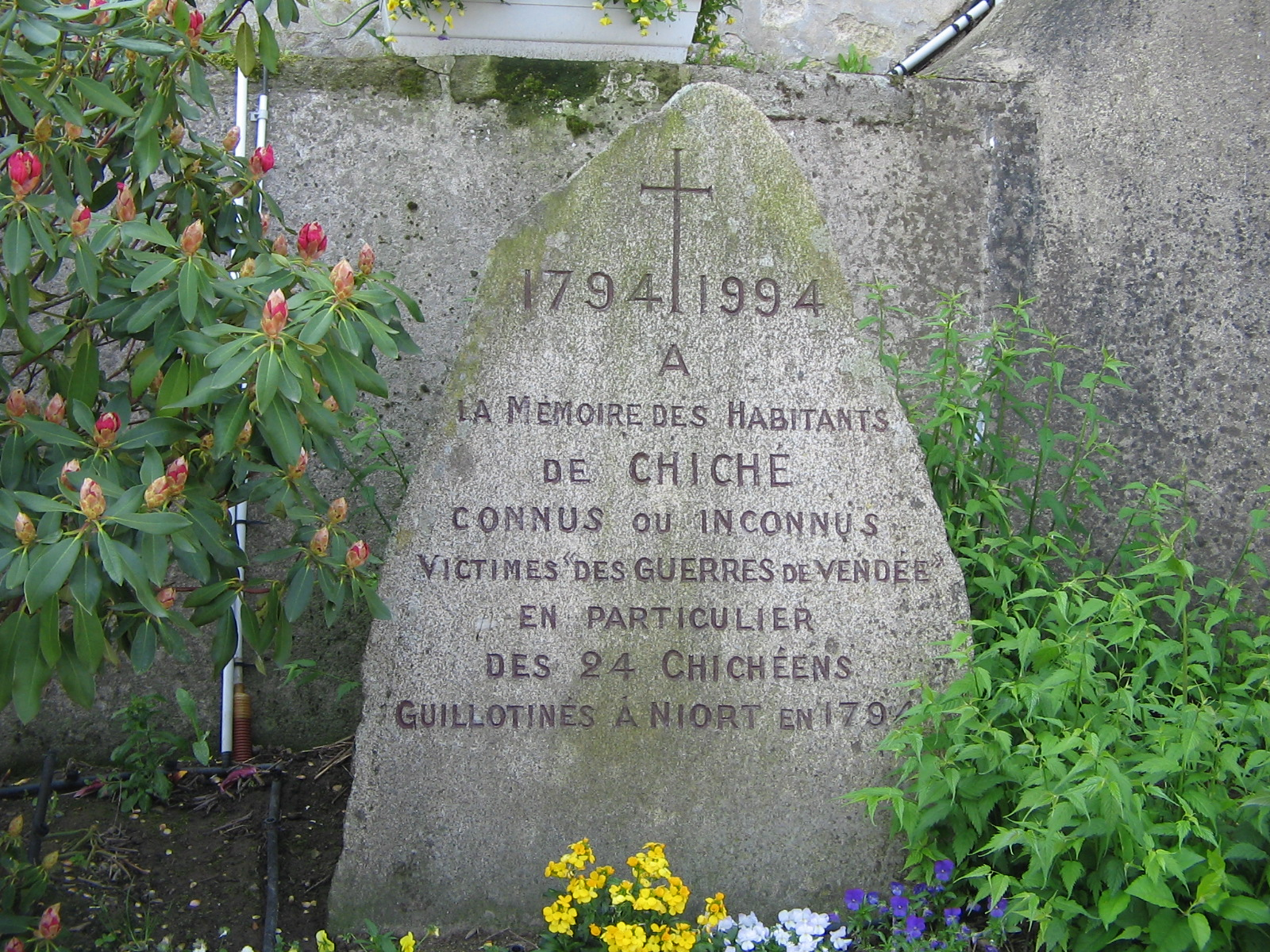
Le monument pour les victimes des guerres de Vendée à Chiché (79), place Saint-Martin.

La commune de Chiché était traversée par une voie romaine reliant Poitiers à Nantes par la station gallo-romaine des cranières, près de Faye-l'Abbesse ; puis par la route de Thouars à Marans. Cette dernière passait à proximité de la Motte de Chiché où a été découvert et fouillé un tumulus probablement carolingien. Le domaine du romain « Cassius » est devenu « Villa de Cassiacus » puis est apparu le nom « Cassicum » et enfin le village de Chiché est mentionné au Xe siècle.
En 1214, pendant la guerre franco-anglaise, le bourg, alors sous l'occupation des Plantagenêt, est livré aux flammes par Philippe-Auguste en même temps que Bressuire. La même année, le château de Chiché accueille pour une nuit le roi Jean-Sans-Terre se dirigeant avec son armée vers l'Anjou. En 1558, pendant les Guerres de religion, l'église est incendiée par les protestants.
À la Révolution, Chiché est pour quelques années chef-lieu d'un canton duquel dépendent Boismé, Faye-l'Abbesse et Saint-Sauveur-de-Givre-en-Mai avant que ce canton soit réuni à celui de Bressuire. De nombreux habitants prenant parti pour les adversaires de la Révolution, le bourg subit la répression des troupes du général Westermann. Il est une nouvelle fois incendié le 1er juillet 1793.
Entre décembre 1793 et mars 1794, ce sont vingt-quatre Chichéens et Chichéennes qui sont condamnés à la guillotine. Une stèle près de l'église rappelle ces événements. En 1794, entrant dans un dispositif pour cerner les Vendéens un camp retranché permettant de recevoir un millier de fantassins et cent cinquante cavaliers est installé à Chiché. Des traces de ce camp demeurent au lieu-dit les Loges. Révolution et guerres de Vendée ont éprouvé le bocage. Incendies, pillages, réquisitions et pertes aux combats laissent la région en ruines, les champs en friche, le cheptel diminué des trois quarts et la population de moitié. Il faudra des années pour apaiser les haines nées de la guerre civile.
Durant la Seconde Guerre mondiale, Chiché fut occupée par les Allemands pendant quatre ans.

## Politique et administration

### Liste des maires
| Période | Période         | Identité             | Étiquette | Qualité |
| ------- | --------------- | -------------------- | --------- | ------- |
| 1936    | 1965            | Henri Marie Jaulin   |           |         |
| 1965    | 1971            | Henry Xavier Jaulin  |           |         |
| 1971    | 1981            | Pierre Clisson       |           |         |
| 1981    | 2001            | Joseph Giret         |           |         |
| 2001    | 2020            | Bertrand Chataignier |           |         |
| 2020    | mandat en cours | François Mary        |           |         |

## Population et société

### Démographie
À partir du XXIe siècle, les recensements réels des communes de moins de 10 000 habitants ont lieu tous les cinq ans. Pour Chiché, cela correspond à 2004, 2009, 2014, etc. Les autres dates de « recensements » (2006, etc.) sont des estimations légales.
| 1793  | 1800 | 1806 | 1821 | 1831  | 1836  | 1841  | 1846  | 1851  |
| ----- | ---- | ---- | ---- | ----- | ----- | ----- | ----- | ----- |
| 1 175 | 879  | 526  | 954  | 1 124 | 1 149 | 1 221 | 1 327 | 1 326 |

| 1856  | 1861  | 1866  | 1872  | 1876  | 1881  | 1886  | 1891  | 1896  |
| ----- | ----- | ----- | ----- | ----- | ----- | ----- | ----- | ----- |
| 1 400 | 1 372 | 1 494 | 1 629 | 1 676 | 1 772 | 1 875 | 1 925 | 1 855 |

| 1901  | 1906  | 1911  | 1921  | 1926  | 1931  | 1936  | 1946  | 1954  |
| ----- | ----- | ----- | ----- | ----- | ----- | ----- | ----- | ----- |
| 1 855 | 1 836 | 1 812 | 1 630 | 1 560 | 1 475 | 1 491 | 1 459 | 1 452 |

| 1962  | 1968  | 1975  | 1982  | 1990  | 1999  | 2004  | 2006  | 2009  |
| ----- | ----- | ----- | ----- | ----- | ----- | ----- | ----- | ----- |
| 1 331 | 1 310 | 1 284 | 1 276 | 1 311 | 1 343 | 1 438 | 1 462 | 1 623 |

| 2014  | 2019  | 2022  | - | - | - | - | - | - |
| ----- | ----- | ----- | - | - | - | - | - | - |
| 1 681 | 1 695 | 1 689 | - | - | - | - | - | - |

| Hommes | Classe d’âge | Femmes |
| ------ | ------------ | ------ |
| 1,9    | 90 ou +      | 2,9    |
| 9,7    | 75-89 ans    | 12,3   |
| 16,4   | 60-74 ans    | 15,4   |
| 22,4   | 45-59 ans    | 20,3   |
| 16,4   | 30-44 ans    | 17,4   |
| 14     | 15-29 ans    | 11,4   |
| 19,2   | 0-14 ans     | 20,3   |

| Hommes | Classe d’âge | Femmes |
| ------ | ------------ | ------ |
| 1,1    | 90 ou +      | 2,5    |
| 8,6    | 75-89 ans    | 11,1   |
| 18,8   | 60-74 ans    | 19,5   |
| 20,9   | 45-59 ans    | 20,4   |
| 17,3   | 30-44 ans    | 17     |
| 15,6   | 15-29 ans    | 13,3   |
| 17,7   | 0-14 ans     | 16,2   |

### Enseignement
La commune de Chiché est située dans l'Académie de Poitiers. Elle dépend de la zone B. Chiché compte 4 établissements scolaires sur son territoire : 
- L'école maternelle Henri Dès - établissement public
- L'école maternelle Notre-Dame - établissement privé
- L'école primaire Henri Dès - établissement public
- L'école primaire Notre-Dame - établissement privé

### Manifestations culturelles et festivités

#### Culture
- Les "Amis du Théâtre" de Chiché occupe la salle de 200 places du Théâtre Molière situé au centre de la commune.
- Le Tarot Club Chichéen
- Chiché Humanitaire

#### Associations sportives de Chiché
- Le Basket Clubs du Bocage est présent sur les communes de Chiché, Faye L’Abbesse et Noirterre.
- Le Multisports Loisirs (Ultimate, Basketball, Rugby Touch, Handball, Football, Volley, Hockey)
- La Gymnastique St Martin
- Les Randonnées Chichéennes
- Le Badminton Chichéen
- L'ASCC (L’association Sportive Chiché Chambroutet)
- L’espérance Bouliste (Boule en Bois)
- Le « Football Club de Chiché » possède 3 équipes séniors. Son équipe fanion évolue en 3e Division du district des Deux-Sèvres. Le club possède également une école de foot.

## Culture locale et patrimoine

### Lieux et monuments

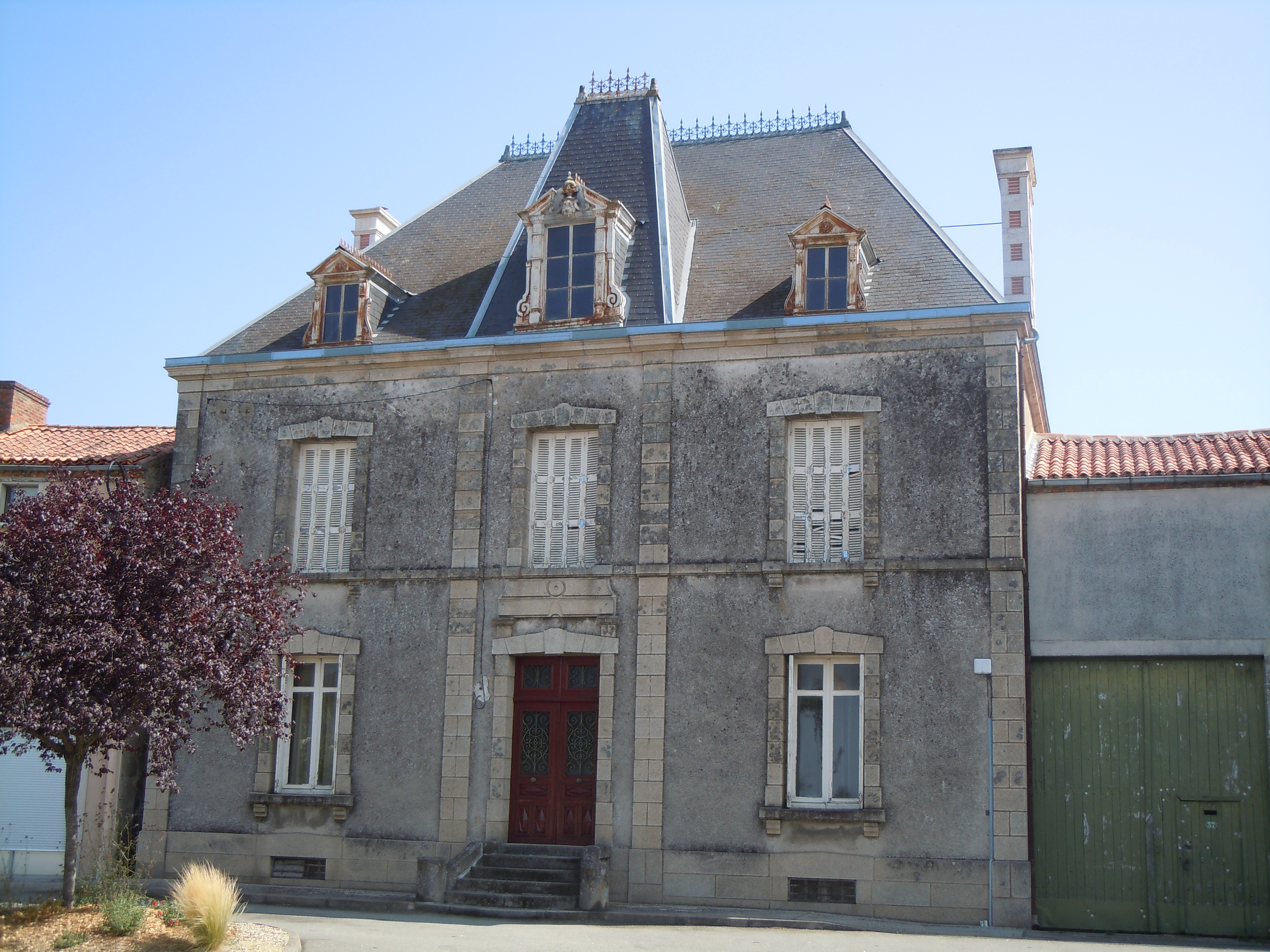
Maison du XVIII, place Saint-Martin.

- L'église Saint-Martin. Elle est inscrite à l'Inventaire général du patrimoine culturel[23].
- la mairie, ancienne chapelle Notre-Dame-de-Recouvrance.

### Patrimoine culturel
- La chapelle Saint Nicolas du prieuré fontevriste de la Poraire datant du XIIe siècle.

Le Bourg de la  Poraire est situé au bord du ruisseau du même nom, encore appelé La Petite Rivière, à trois lieues à l’est de Bressuire dans la paroisse de Chiché,,,.
Le 26 décembre 1122, jean de Beaumont, Seigneur de Bressuire, donne aux moniales de Fontevraud des terres sises en ce lieu qui a, aurait pu, servir de siège à un prieuré Fontevriste, mais qui, en pratique, a servi 
exclusivement de lieu de culte pour les moines,
[source insuffisante]
Le répertoire iconographique de cette chapelle à la nef rectangulaire et de dimensions modestes qui ne présente pas de bas-côtés, éclairée par trois fenêtres romane met en lumière un cortège de damnés (femmes et hommes) emmenés en enfer par des diables velus, la rare représentation de la damnation d'Hérode, le Grand, roi des Juifs, Le suicide du roi Hérode le Grand et les peintures murales du prieuré rural de la Poraire.